# Рут Оґбейфо
Рут Оґбейфо (18 квітня 1972) — нігерійська важкоатлетка.
Срібна призерка Олімпійських Ігор 2000 року в категорії до 75 кг.
Бронзова призерка Чемпіонату світу 1999 року в категорії до 75 кг.